# 尼拉詹王子
尼拉詹·比尔·比克拉姆·沙阿·德瓦（尼泊尔语：निराजन बीरविक्रम शाह，1978年11月6日—2001年6月1日）是一位尼泊尔王子，是狄潘德拉的弟弟，在2001年6月1日与其他王室成员一起死于枪击事件。尼拉詹是仅次于狄潘德拉的王位第二继承人。

## 教育与爱好
尼拉詹在加德满都的Budhanilkantha学校和伊顿公学学习，并在加德满都工商管理学院获得工商管理学学士学位。尼拉詹对运动特别感兴趣，尤其是游泳。

## 死亡
2001年6月1日，尼拉詹和父亲、母亲和其他王室成员一起死于枪击事件，得年22歲。